# Chang Che-shen
Chang Che-shen  (chinesisch 張哲琛, Pinyin Zhāng Zhéchēn; * 14. Mai 1945 in Shanghai) ist ein taiwanischer Politiker der Kuomintang, der unter anderem zwischen 2008 und 2016 Minister für den Öffentlichen Dienst (銓敘部部長) im Prüfungs-Yuan war.

## Leben
Chang Che-shen absolvierte nach dem Schulbesuch ein grundständiges Studium an der Nationaluniversität Taiwan (NTU), welches er 1970 mit einem Bachelor beendete. Ein postgraduales Studium an der Central Michigan University schloss er 1975 mit einem Master ab. Nach seiner Rückkehr arbeitete er zwischen 1976 und 1977 zunächst als Fachangestellter im Finanzministerium und trat daraufhin in die Generaldirektion für Haushalt, Rechnungswesen und Statistik (DGBAS) des Exekutiv-Yuan, der Regierung Taiwans, ein. Er war zunächst von 1977 bis 1979 stellvertretender Sektionschef sowie zwischen 1979 und 1985 Sektionschef. Nachdem er von 1987 und 1990 stellvertretender Direktor des 1. Büros sowie zwischen 1990 und 1992 Direktor des 1. Büros war, fungierte er von 1992 bis 1996 als Stellvertretender Generaldirektor der DGBAS. Anschließend war er zwischen 1996 und 1999 stellvertretender Generalsekretär des Exekutiv-Yuan und daraufhin vom 15. Juni 1999 bis zum 19. Mai 2000 Generaldirektor der Zentralen Personalverwaltung (CPA), ein dem Exekutiv-Yuan unterstehendes Regierungsorgan, das für die gesamte Personalverwaltung aller Ministerien und Behörden verantwortlich ist. 2000 wechselte er in die Parteiverwaltung der Kuomintang und war kurzzeitig Generaldirektor des Finanzausschusses sowie anschließend zwischen 2000 und 2008 Generaldirektor des Verwaltungsausschusses. Zugleich fungierte er von 2005 bis 2008 als stellvertretender Generalsekretär und Vorstandsvorsitzender der Central Investment Company.
Als Nachfolger von Wu Tsung-cheng übernahm Chang am 1. September 2008 den Posten Minister für den Öffentlichen Dienst. Dieses Ministerium  ist ein Gremium, das dem Prüfungs-Yuan untersteht und für die Überwachung von Gehältern und Ansprüchen, Leistungsbeurteilungen, Versicherungen, Ruhestands- und Rentenprogrammen sowie der Entlastung von Beamten in ganz Taiwan zuständig ist. Er bekleidete dieses Amt unter den Vorsitzenden des Prüfungs-Yuan John Kuan (2008 bis 2014) beziehungsweise dessen Nachfolger Wu Jin-lin bis zum 20. Mai 2016, woraufhin Chou Hung-hsien neuer Minister für den öffentlichen Dienst wurde. Er veröffentlichte zudem Bücher über die Verbesserung der Haushaltsplanung und zur Bewertung der Haushaltsstruktur und Entscheidungsfindung der Regierung.